# Sweet Black Angel
Sweet Black Angel è l'ottavo brano del Long playing Exile on Main St. del gruppo rock britannico The Rolling Stones. Inoltre il brano è stato pubblicato come lato B del singolo Tumbling Dice.

## Il brano

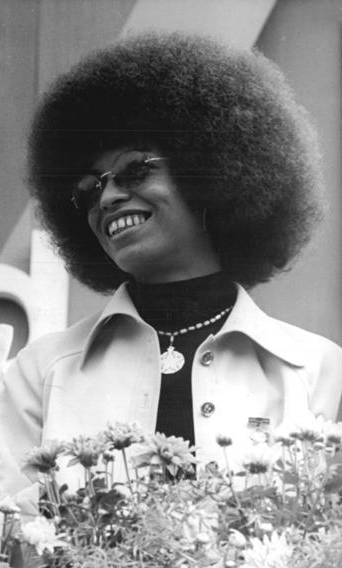
Angela Davis nel 1973

La traccia (originariamente intitolata Bent Green Needles e con un testo completamente differente) è un altro degli avanzi delle sedute di registrazione per Sticky Fingers svoltesi a Stargroves. Il brano è una ballata in stile folk caraibico dedicata a Angela Davis, il "dolce angelo nero" del titolo, un'attivista politica delle Black Panthers, all'epoca in carcere negli Stati Uniti d'America per sospetto terrorismo.

### Registrazione
Le prime incisioni del brano furono eseguite presso lo studio casalingo Stargroves di Mick Jagger in Inghilterra nella metà del 1970 durante le sessioni per l'album Sticky Fingers, con sovraincisioni e missaggio finale completati in seguito ai Sunset Sound Studios di Los Angeles tra il dicembre 1971 e il marzo 1972. Jagger è alla voce solista e suona l'armonica, Richards e Mick Taylor suonano le chitarre e si occupano dei cori di sottofondo, Bill Wyman suona il basso e Charlie Watts è alla batteria. Richard "Didymus" Washington suona la marimba mentre il produttore Jimmy Miller fornisce supporto alle percussioni.

## Formazione
- Mick Jagger - voce, armonica
- Keith Richards - chitarra acustica, cori
- Mick Taylor - chitarra acustica, cori
- Bill Wyman - basso
- Charlie Watts - percussioni
- Jimmy Miller - percussioni
- Richard Washington - marimba